# Schismatoglottis wahaiana
Schismatoglottis wahaiana är en kallaväxtart som beskrevs av Cornelis Rugier Willem Karel van Alderwerelt van Rosenburgh. Schismatoglottis wahaiana ingår i släktet Schismatoglottis och familjen kallaväxter. Inga underarter finns listade.